# Pietro Anastasi
Pietro Anastasi   (Catània, 7 d'abril de 1948 - Varese, 17 de gener de 2020) va ser un futbolista italià de les dècades de 1960 i 1970.

## Trajectòria esportiva
Durant la seva carrera (1964-1982) destacà a l'AS Varese, Juventus FC, Internazionale i Ascoli Calcio italians i a l'AC Lugano suís. A la Sèrie A hi disputà 338 partits i marcà 105 gols, dels quals 205 partits i 78 gols foren amb la Juventus.
Amb la selecció italiana guanyà l'Eurocopa de 1968, on marcà un gol davant Iugoslàvia. També participà en el Mundial de 1974, on marcà un altre gol davant Haití. En total jugà 25 partits amb Itàlia i hi marcà 8 gols.

## Palmarès

### Juventus
- Lliga italiana de futbol:
  - 1971-72, 1972-73, 1974-75

### Inter
- Copa italiana de futbol:
  - 1977-78

### Itàlia
- Eurocopa de futbol:
  - 1968